# Glavati
Glavati este un sat din comuna Kotor, Muntenegru. Conform datelor de la recensământul din 2003, localitatea are 160 de locuitori (la recensământul din 1991 erau 186 de locuitori).

## Demografie
În satul Glavati locuiesc 111 persoane adulte, iar vârsta medie a populației este de 33,3 de ani (32,0 la bărbați și 34,5 la femei). În localitate sunt 44 de gospodării, iar numărul mediu de membri în gospodărie este de 3,64.
Populația localității este foarte eterogenă.
|  |

| Demografie | Demografie | Demografie |
| An         | Locuitori  | Locuitori  |
| ---------- | ---------- | ---------- |
|            |            |            |
|            |            |            |
|            |            |            |
|            |            |            |
| 1948       | 189        |            |
| 1953       | 165        |            |
| 1961       | 160        |            |
| 1971       | 130        |            |
| 1981       | 84         |            |
| 1991       | 186        | 186        |
| 2003       | 160        | 160        |

| \| Componența etnică conform recensământului din 2003[2] \| Componența etnică conform recensământului din 2003[2] \| Componența etnică conform recensământului din 2003[2] \| Componența etnică conform recensământului din 2003[2] \| Componența etnică conform recensământului din 2003[2] \| \| ----------------------------------------------------- \| ----------------------------------------------------- \| ----------------------------------------------------- \| ----------------------------------------------------- \| ----------------------------------------------------- \| \| \| \| \| \| \| \| Sârbi \| Sârbi \| \| 79 \| 49,37% \| \| Muntenegreni \| Muntenegreni \| \| 51 \| 31,87% \| \| Croați \| Croați \| \| 1 \| 0,62% \| \| necunoscută \| necunoscută \| \| 0 \| 0% \| |              |  |    |        |
| Componența etnică conform recensământului din 2003 |              |  |    |        |
| |              |  |    |        |
| Sârbi | Sârbi        |  | 79 | 49,37% |
| Muntenegreni | Muntenegreni |  | 51 | 31,87% |
| Croați | Croați       |  | 1  | 0,62%  |
| necunoscută | necunoscută  |  | 0  | 0%     |